# Асаки, Георге
Гео́рге Аса́ки (молд. Георге Асаки, Gheorghe Asachi (Asaki); 1 (12) марта 1788, село Герца, Молдавское княжество — 12 (24) ноября 1869, Яссы) — молдавский писатель, поэт, художник, историк, драматург и переводчик армянского происхождения. Один из влиятельнейших людей своего поколения в Молдавии и Румынии. Способствовал развитию национального театра, изобразительного искусства, внёс большой вклад в развитие педагогической мысли, создал ряд школ и культурно-просветительских учреждений. Георге Асаки поддерживал российское присутствие в Молдавском княжестве, сыграл важную роль в установлении Органического регламента, поддерживал Михаила Стурдзу. Из-за своих политических воззрений он конфликтовал с представителями либеральных течений, выступал против Молдавской революции 1848 и против союза Молдавского княжества с Валахией.

## Биография
Георге Асаки родился на севере Молдавии в городе Герца (ныне Черновицкой области Украины) в 1788 году. Семья раньше жила в Трансильвании, где была известна под фамилией Асакиевич (Asachievici). Отец — Лазарь Асаки — был православным священником армянского происхождения, мать — Елена — была дочерью трансильванского священника. После начала очередной Русско-турецкой войны семья переехала в Буковину, затем в Галицию. Около 1795 года они обосновываются во Львове. Здесь Асаки учился в иезуитском колледже, а в 1803—1804 годах — на философском факультете Львовского университета. После двух лет учёбы он вернулся в Молдавию. Вскоре умерла мать Асаки, а его отец был назначен первым протопопом Молдавской митрополии и переехал в Яссы.
В начале 1805 года Георге Асаки заболел малярией и по рекомендации докторов уехал лечиться в Вену. Он получил государственную стипендию и изучал математику, астрономию и живопись. В это время Вена была занята наполеоновской армией. В 1808 году, во время русской военной администрации в Молдавии в ходе Русско-турецкой войны, отец Асаки добился от П. В. Чичагова назначения сына лейтенантом и главой Инженерного корпуса, но Георге Асаки отказался вступить в должность и в апреле того же года уехал из Вены в Италию. Он намеревался продолжить обучение в Риме, но по пути посетил Триест, Венецию, Падую, Ферарру, Болонью и Флоренцию, и прибыл в столицу только 11 июня. 19 августа он уехал на Сицилию, проездом побывал в Неаполе и Помпеях. Асаки без сопровождения спустился в кратер Везувия.
Вскоре Асаки вернулся в Рим, где изучал итальянскую литературу, археологию, живопись и скульптуру. В 1809 году он встретил 19-летнюю дочь миланского купца Бианку Милези (Bianca Milesi), которая, по собственным словам Асаки, была основным источников вдохновения и помогла «стать из художника поэтом». Бианка Милези в 1825 году вышла замуж за французского доктора и в 1849 году умерла от холеры.
В это время Асаки написал первые стихи, за которые получил награду от Румынского литературного общества. Среди стихотворений того периода было и «Viitorul» («Будущее»), где Асаки призывал к национальному возрождению. Асаки интересовался в древней истории Дакии, изучал изображения на Колонне Траяна, искал в Библиотеке Ватикана документы по истории Дакии и Дунайских княжеств.
В 1812 году Георге Асаки возвращается в Молдавское княжество, прибыв сначала в Галац, а 30 августа в Яссы. Незадолго до этого по Бухарестскому мирному договору Молдавия вернулась в состав Османской империи, а господарём был назначен Скарлат Каллимаки.
Асаки прилагает огромные усилия по развитию национальной культуры и просвещению. В 1814 году он организовал при Господарской академии класс инженеров-землеустроителей, где впервые читал на румынском лекции по математике, геодезии и архитектуре. Асаки организовал первые театральные представления на родном языке (1816).
Культурная деятельность Асаки была прервана в 1821 году Греческой революцией, начавшейся на территории Молдавии, которая стала ареной сражений между турецкой армией и греческими повстанцами. Асаки, как и многие другие молдаване, нашёл убежище на русской территории. Через год он вернулся, так как Османская империя покончила с Фанариотским режимом в Молдавии, а господарём стал Иоан Стурдза, назначивший Асаки своим дипломатическим представителем в Австрии и даровавший ему в связи с этим дворянский титул. Асаки занимал должность с 30 ноября 1822 по февраль 1827 года.
В Вене Асаки встретил австрийку Елену Таубер, бывшую гувернантку при детях Стурдзы и вдову купца Кириако Мелирато. В 1827 году они обвенчались в православной церкви в Яссах. У Елены было трое детей от предыдущего брака (девочка Гермиона и два мальчика — Александру и Димитрие), которых Асаки усыновил.
В 1827 году Асаки вернулся на родину и был назначен советником департамента просвещения, получив титул Ага. В 1828 году он содействует открытию начальной школы и Васильевской гимназии, названной в честь Василе Лупу. После заключения Адрианопольского мира установился русский протекторат над Дунайскими княжествами, а Асаки был избран секретарём молдавского комитета по выработке Органического регламента. В 1829 году под его редакцией с одобрения российской администрации начинает выходить первая молдавская газета «Албина ромыняскэ» («Albina Romineasca», 1829—1849). В 1830 году Асаки вошёл в состав делегации, которая направилась в Петербург для согласования Органического регламента с русским правительством.
Большое впечатление на Асаки произвели принципы функционирования государственных институтов в России, и он попытался воспроизвести их в Молдавии. После возвращения из Петербурга, он стал главой государственного архива, издал ряд документов по истории страны, создал «Общество медиков и натуралистов», основал типолитографию и первую бумажную фабрику в Молдавии, издавал журналы, учебники.
С 1834 года Асаки был ближайшим сподвижником нового господаря Михаила Стурдзы, продвигал обучение на румынском языке. В 1840-е]годы он отстаивал консервативные ценности, противостоял набирающему популярность либеральному движению, выступал против Молдавской революции 1848 и против союза Молдавского княжества с Валахией, предпринимал активные действия, чтобы помешать этому союзу.
Когда уже после объединения, в Яссах прошли народные волнения против продления союза по окончании правления Кузы (14 апреля 1866), Асаки был допрошен по подозрению в подстрекательстве к мятежу. Позже ему было отказано в участии при создании Румынской Академии. Он был близок к идеологу молдавского патриотизма Николае Истрати.
Участие в различных финансовых предприятиях привело к банкротству в 1862 году. Асаки был долгое время зависим от кредиторов, и только в феврале 1869 года правительство выделило ему пенсию в размере 8888 лей «за заслуги перед страной в 1813—62 гг.» Через несколько месяцев Георге Асаки умер и был похоронен в Церкви Сорока Святых в Яссах.
Известны сборники Асаки «Стихотворения» (1836), «Избранные басни» (1836), исторические новеллы «Княжна Руксана» (1841), «Елена молдаванка» (1851), «Белая долина» (1855) и другие. Его литературные работы сочетают классицизм с романтизмом. Асаки часто использовал молдавские архаизмы и регионализмы.

## Творчество
В молодые годы Асаки был одним из самых значимых представителей поколения молдавских идеалистов. В контексте своего времени, когда сосуществовали романтизм и поздний классицизм, Асаки, наряду с Григоре Александреску, Джордже Баронзи и другими, примыкал к классицизму. Литературный критик Габарет Ибрэиляну утверждал, что творчество Асаки представляло собой переход от классицизма, представленного Костаке Конаки, к романтизму, нашедшему отражение в работах молодых Василе Александри и Димитрие Болинтиняну. Асаки рекомендовал своим студентам изучать итальянскую литературу и неодобрительно относился к французскому литературному влиянию.
Основу творчества Асаки составляют стихи, первые из которых были написаны на итальянском языке, а также большое количество коротких рассказов и новелл, где он описывал легендарные исторические события и использовал румынскую мифологию. Большое влияние на творчество Асаки оказали авторы Эпохи Возрождения (Петрарка, Ариосто, Тассо) и такие современники, как Роза, Грей, Бюргер, Жуковский, Байрон и Шиллер.
Асаки придумал вымышленную землю, названную «Докия» (Dochia) — аллюзия на Дакию и миф о бабе Докии. В этой земле присутствует горный массив Чахлэу под именем Пион (Pion). Докия упоминается и в эпической новелле о первом господаре Молдавского княжества Драгоше, в которой данные из старинных хроник переплетаются с авторским вымыслом.

## Интересные факты
Именем Асаки в Кишинёве названа улица (быв. Дзержинского) и лицей. В Аллее Классиков установлен бюст Асаки (1957, скульптор Л. И. Дубиновский). В честь Асаки названы улицы в Бельцах, Кагуле, Калараше, Дондюшанах, Фалештах, Флорештах, Окнице, Рышканах, Сороках, Бендерах, Кишинёве.

## Сочинения
- Опере алесе, Кишинэу, 1957.
- Исторические новеллы. Дневник молдавского путешественника. Избранные статьи, в переводе А. М. Бродского. — Кишинёв: Литература артистикэ, 1988. — 167 с. — ISBN 5368000413.
- Сочинения. — Кишинёв: Hyperion, 1991. — 549 с.
- Scrieri literare, v. 2, Buc., 1957.
- Scrieri alese, Buc., 1960.